# Amsacta assamica
Amsacta assamica là một loài bướm đêm thuộc phân họ Arctiinae, họ Erebidae.